# Mullsjö
Mullsjö es una localidad, sede del Municipio de Mullsjö en Suecia. En 2010, el pueblo contaba con 5.452 habitantes.